# 滨河塞拉迪利亚
滨河塞拉迪利亚（西班牙語：Serradilla del Arroyo）是西班牙卡斯蒂利亚-莱昂萨拉曼卡省的一个市镇。 总面积81平方公里，总人口409人（2001年），人口密度5人/平方公里。